# Butyriboletus frostii
Butyriboletus frostii (J.L. Russell) G. Wu, Kuan Zhao & Zhu L. Yang – gatunek grzybów z rodziny borowikowatych (Boletaceae).

## Systematyka i nazewnictwo
Pozycja w klasyfikacji według Index Fungorum: Butyriboletus, Boletaceae, Boletales, Agaricomycetidae, Agaricomycetes, Agaricomycotina, Basidiomycota, Fungi.
Po raz pierwszy takson ten zdiagnozował w roku 1875 J.L. Russell nadając mu nazwę Boletus frostii. Od 2014 r. przez niespełna 2 lata należał do rodzaju Exsudoporus, jednak w 2016 r. został ponownie przeniesiony, tym razem do rodzaju Butyriboletus. To skutek prowadzonych w ostatnich latach badań filogenetycznych w obrębie rodzaju Boletus. Badania te znacznie zmieniły systematykę gatunków dawniej zaliczanych do rodzaju Boletus.
Synonimy nazwy naukowej:
- Boletus frostii J.L. Russell 1875
- Suillellus frostii (J.L. Russell) Murrill 1909
- Suillus frostii (J.L. Russell) Kuntze 1898
- Tubiporus frostii (J.L. Russell) S. Imai 1968
- Exsudoporus frostii (J.L. Russell) Vizzini, Simonini & Gelardi, 2014[2].

## Charakterystyka
Występuje na wschodzie Stanów Zjednoczonych, w Meksyku i Kostaryce. Został nazwany na cześć amerykańskiego mykologa-amatora, Charlesa Christophera Frosta. Podobne do niego są trujące gatunki, Boletus flammans i Boletus rubeoflammeus.